# Paul McCoy
Paul McCoy (n. 7 de septiembre de 1981, Florence, Misisipi, Estados Unidos) es el vocalista del grupo 12 Stones.

## Biografía y vida privada
Creció en Florence (Misisipi, Estados Unidos). En 1991 se mudó con sus dos hermanas a Mandeville (Luisiana, Estados Unidos). Después del traslado, Paul fue sometido a una seria e importante operación en su oreja izquierda, por lo cual quedó parcialmente sordo.
Era un buen estudiante e incluso fue elegido el de más popularidad en su instituto llamado Fountainbleu High School.
Nunca ha tenido una formación musical sino que ha sido autodidacta. Su padre le regaló su primera guitarra eléctrica en Navidad cuando tenía 12 años. A partir de ese momento, las conversaciones entre su padre y el, siempre eran las mismas. Su padre no paraba de repetirle: "¡Paul, apaga eso!", pero Paul seguía con lo que estaba haciendo. Antes de que se formarse la banda 12 Stones, Paul ya estuvo en otras dos, Audience of One, que fue su primera banda y en Soulfire, era el cantante principal y tocaba la guitarra rítmica. Sus canciones tratan de principalmente de sus experiencias diarias, especialmente, las experiencias que pasa junto a sus amigos.
En abril de 2003 grabó en compañía de Amy Lee (cantante de Evanescence) una canción titulada "Bring Me to Life" la cual fue un gran éxito, capturando la atención de muchas personas por el hecho de que Amy Lee cantara una canción a dúo. Este sencillo estuvo en los primeros lugares de varias listas musicales durante varias semanas